# Darßer Tür

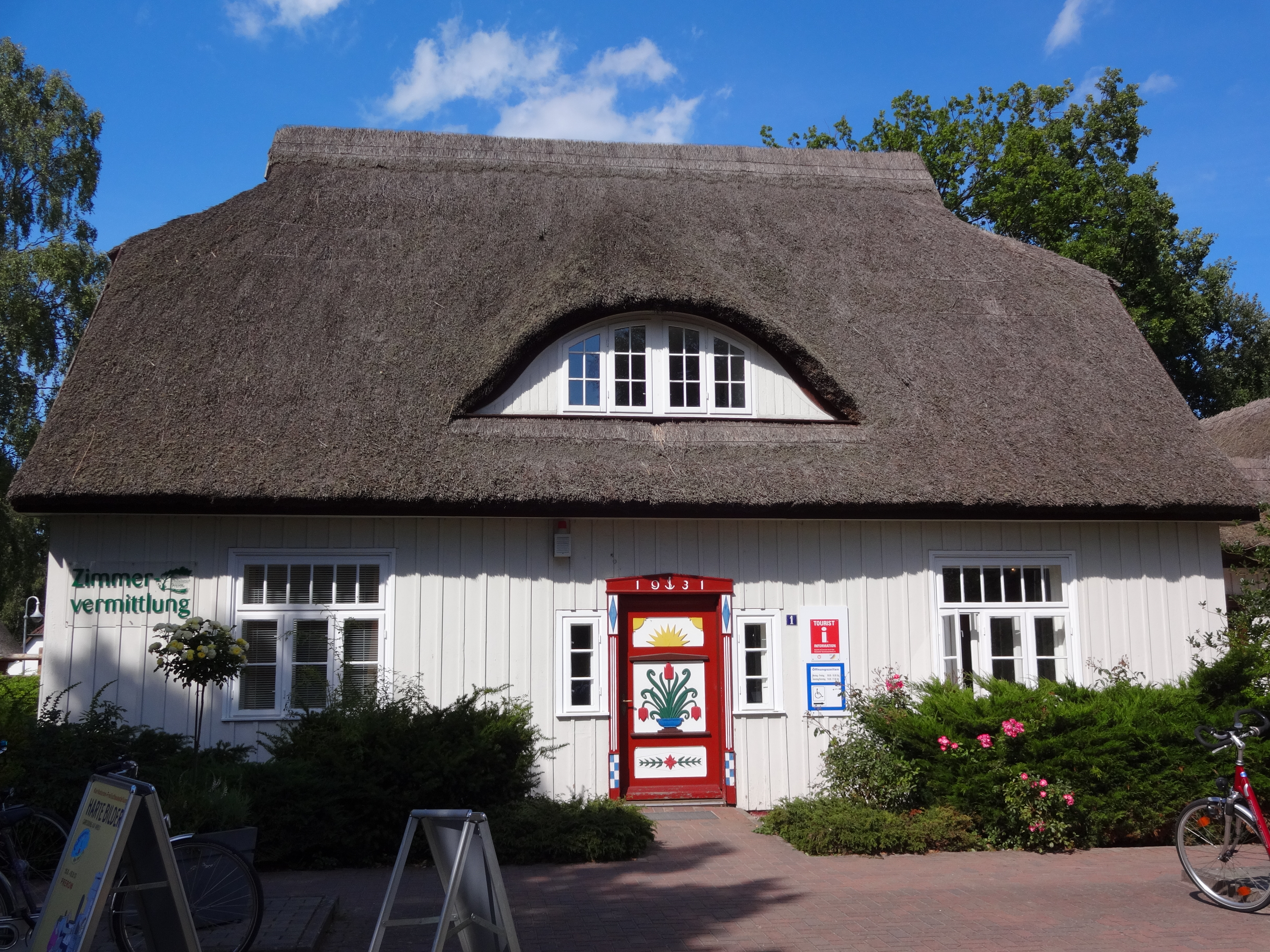
Gebäude der Touristeninformation Prerow von 1931

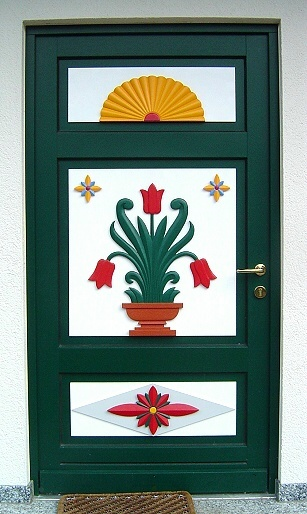
Haustür in Prerow

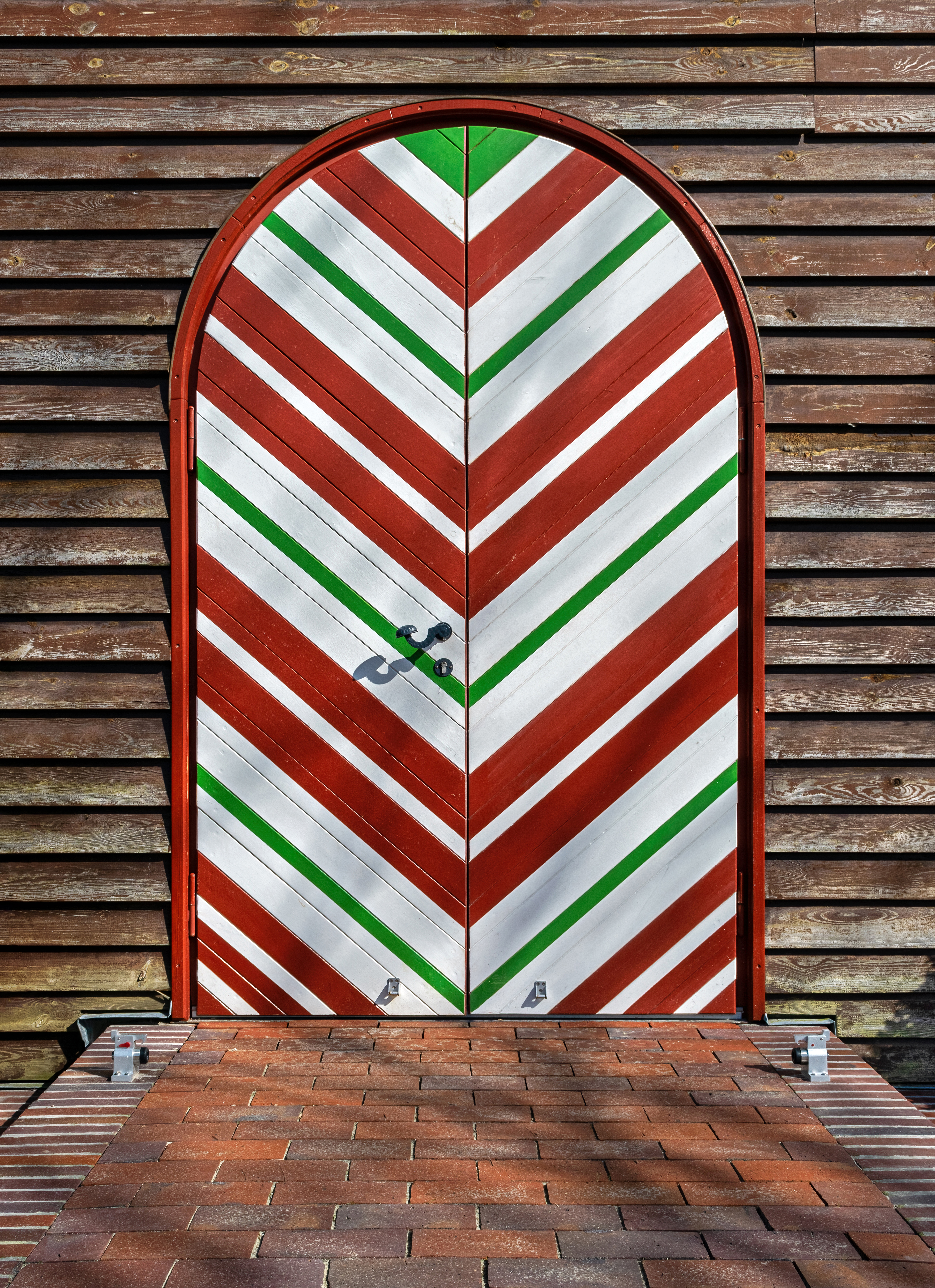
Haupteingang der Fischerkirche in Born a. Darß

Als Darßer Türen werden kunstvoll geschnitzte Türen vom Darß in Mecklenburg-Vorpommern bezeichnet. Seit über zweihundert Jahren schmücken diese mit ihrer heute bunten Bemalung die dortigen Häuser und sind zum Markenzeichen der Halbinsel geworden.

## Geschichte
Die Darßer Türen sind eng verbunden mit dem Aufblühen der Darßer Segelschifffahrt im späten 18. Jahrhundert. Mit schönen Häusern und ihren repräsentativen Türen fand der einkehrende relative Wohlstand seinen sichtbaren Ausdruck. Dabei erlangte die Tür als zentrales Blick- und Hauselement, möglichst zur Straße gelegen, eine neue Bedeutung.
Der Aufschwung lockte auch Handwerker aus den großen Städten auf die Halbinsel. Diese brachten ihr Können und ihre Erfahrung mit und verbanden die örtlichen Traditionen mit Einflüssen aus der ganzen Welt. So bildete sich im 19. Jahrhundert eine ganz eigene Kultur der Küstenlandschaft heraus.
Die Zeit fällt in die Stilepoche des Klassizismus (ca. 1790 bis 1850). So zeigen die Türen die typische, oft der Antike entlehnte Ornamentik, wie Säulen, Mäander oder flache Giebel.
Die vielfältigen Motive sind aber nicht nur dekorativ gedacht. Darin verstecken sich oft Symbole, die dem Schutz des Hauses dienen. So sorgt ein nach oben weisendes Pfeilmotiv für den Schutz vor Blitz und Unwetter, mit einem diamantartigen Flächenrelief mag der Gedanke verbunden gewesen sein, böse Geister zu bannen und kaum eine Tür verzichtet auf Sonnen-Motive. Manchmal kann man dieses Motiv auch noch in seiner vorchristlichen Form als Sonnenkreuz entdecken. Das Symbol des Lebensbaumes findet sich auf den Darßer Türen gern in Form von Tulpensträußen wieder.
Die Farbgebung der Türen präsentierte sich vor zweihundert Jahren völlig anders, als heute. Zumeist waren die Türen wohl einfarbig rotbraun, grün oder grau gestrichen worden. Das lag zum einen an der begrenzt zur Verfügung stehenden Farbpalette, aber andererseits auch an der Mode der Zeit, zudem hätten die mit Ornamenten reich versehenen Türen sonst überladen gewirkt. Alte original bunt bemalte Hauseingänge sind bisher nicht bekannt.

## Gegenwart
Spätestens mit dem Ende der Segelschifffahrt versank auch die Tradition der geschnitzten Türen im Dornröschenschlaf. Dauerhaft wiedererweckt wurde sie mit dem Bau des Prerower Gemeindeamtes 1931. Erstmals nach langer Zeit baute hierfür die örtliche Kunsttischlerei Roloff wieder eine Tür mit den alten Darßer Motiven: Sonne, Tulpenstrauß und Blüten. Hier begann auch die Sitte der farbenfrohen Bemalung, die heute untrennbar mit den Türen verbunden ist. Die bunten Haustüren sind heute eng mit dem Tourismus der Halbinsel verknüpft. Manch neue bunte Tür hat inzwischen ihren Weg in weit entfernte Regionen gefunden.